# Medvedie
Medvedie est un village de Slovaquie situé dans la région de Prešov.

## Histoire
Première mention écrite du village en 1572.

## Démographie

### Évolution de la population
| Année:               | 1994. | 2004. | 2014.    | 2024.   |
| -------------------- | ----- | ----- | -------- | ------- |
| Nombre de personnes: | 75    | 57    | 47       | 43      |
| Différence:          |       | -24 % | -17,54 % | -8,51 % |

| Année:               | 2023. | 2024.   |
| -------------------- | ----- | ------- |
| Nombre de personnes: | 45    | 43      |
| Différence:          |       | -4,44 % |